# 통가의 군주
통가의 군주(영어: List of monarchs of Tonga)는 통가의 국가원수이다. 현재 재위 중인 군주는 아호에이투 투포우 6세이며, 현재 통가의 총리는 시아오시 소발레니이다.

왕실기

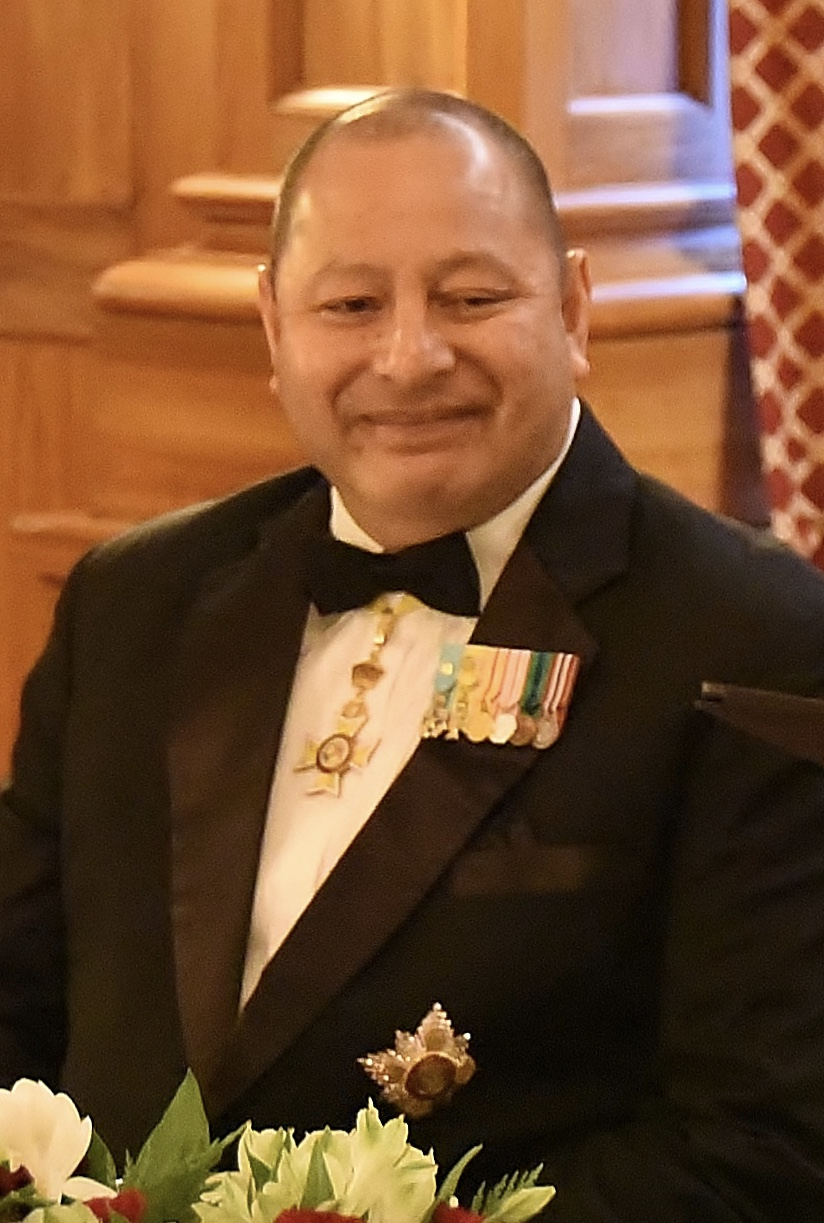
現 국왕 투포우 6세

## 역대 군주 목록
| 대 | 사진 | 이름 (출생연도-사망연도)            | 임기                              | 비고        |
| -- | ---- | ----------------------------------- | --------------------------------- | ----------- |
| 1  |      | 조지 투포우 1세 (1797-1893)         | 1845년 12월 4일 ~ 1893년 2월 18일 |             |
| 2  |      | 조지 투포우 2세 (1874-1918)         | 1893년 2월 18일 ~ 1918년 4월 5일  |             |
| 3  |      | 살로테 투포우 3세 (1900-1965)       | 1918년 4월 5일 ~ 1965년 12월 16일 |             |
| 4  |      | 타우파아하우 투포우 4세 (1918-2006) | 1965년12월 16일 ~ 2006년 9월 10일 | 총리직 역임 |
| 5  |      | 시아오시 투포우 5세 (1948-2012)     | 2006년 9월 11일 ~ 2012년 3월 18일 |             |
| 6  |      | 아호에이투 투포우 6세 (1959- )      | 2012년 3월 18일 ~ 현재            | 총리직 역임 |